# Никола Лале Линђо
Никола Лале звани Линђо родио се у Жупи дубровачкој. Легендарни је лијеричар и вођа народног плеса (поскочице), а народ је забављао Жупом, Дубровником и околином, крајем 19. вијека. Колико је тада био познат свједочи и то да је традиционални плес Дубровачке регије данас познат као линђо.
Његови потомци и данас живе у Жупи. Та фамилија Лале, која живи у мјесту Петрача и данас је позната по надимку Линђо.

### Из Литературе
Цитат из књиге Јосипа Берсе - Дубровачке слике и прилике (V поглавље. стр. 134). Берса сведочи прослави Св. Влаха негдје око 1880.г. те како након дневне прославе:
"Вријеме је, да се пође у позориште, гдје жупска вртоглава поскочица одмјењује бечки валцер и задржани кадриљ. На ивици просторије сједи Линђо, Жупљанин, и удара у лијерицу; то је пучки оркестар; лијерицу подупире лијевом ногом, док десним поплатом лупа по ритму о под; удара с потпуним складом кратак мотив. Покаткад лијерица умукне, али Линђо једнаким ритмом бије шаком о свој струменат: то му је обична шала, а ко је не зна, тај мисли, да је плес свршио; преварени плесачи стану, све се у њима напне, и сад би се с Линђом исклали, да лијерица не почне изнова ударати. Сад ко да плесачи један другога храбре, нека то живље играју. Играње унаоколо наставља се једнаким жаром; док на крају које од неизбјежива умора, које из обзира на другу чељад, која хоће да плешу салонске плесове, лијерица умукне..."